# Shoegazing
Shoegazing (znan tudi kot shoegaze in včasih poslovenjen v šúgèjz) je podzvrst indie rocka, alternativnega rocka, in neopsihedelije, ki se je pojavila v Združenem kraljestvu v poznih 1980-ih letih. Zvrst je opisana z brisanjem meja med raznimi glasbenimi komponentami – tipično z omembe vredno kitarsko distorzijo, feedbackom in težko razločljivimi vokali, zmešanimi v nerazpoznavne mešanice zvoka.
Pojem "shoegazing" so skovali britanski novinarji, da bi se norčevali iz vala skupin glasbenikov in njihove specifične drže na odru, saj so ti pogosto stali pri miru na zamaknjen in introspektiven način, pogosto s spuščenimi glavami; med koncerti so morali nastopajoči gledati k svojim nogam, saj so z njimi upravljali stikala za kitarske efekte. Pojem se je uporabljal sočasno s pojmom "dream pop".
Ohlapna oznaka, s katero so označevali shoegazing sceno in njej sorodne skupine v Londonu v zgodnjih 1990-ih, je bila The Scene That Celebrates Itself (pripadniki scene so bili večinoma glasbeniki in so hodili drug drugemu na koncerte). V zgodnjih 1990-ih so bile shoegazing skupine potisnjene na stran, namesto njih so v ospredje popularne rock glasbe prišle ameriške grunge skupine in britanske Britpop skupine ter bolj neznane izvajalce prisilile, da so razpadli ali pa v celoti prenovili svoj slog. V 2000-ih letih je bilo obnovljeno zanimanje za shoegazing, predvsem za "nu gaze" skupine.

## Lastnosti
Shoegazing združuje eterične, vrtinčaste vokale s sloji distorziranih kitar z raznimi efekti, s čimer ustvari konglomerat zvoka, v katerem so glasbila med seboj nerazločljiva. Večina skupin je navdih črpala iz glasbe skupine My Bloody Valentine, ki je veljala za nekakšno podlago za zvrst, kljub temu da je njihov ustanovni član Kevin Shields izjavil, da skupina nikoli ni uporabljala efektov chorus, flanger ali delay (ki so sicer pogosti v shoegazingu).

## V Sloveniji
Za prvo izdajo shoegazing glasbe v Sloveniji velja debitantski EP Waver skupine Haiku Garden iz leta 2016.